# Anne-Amélie de Brunswick
Anne-Amélie de Brunswick-Wolfenbüttel (Anna Amalia von Braunschweig-Wolfenbüttel en allemand), duchesse de Saxe-Weimar-Eisenach, née le 24 octobre 1739 à Wolfenbüttel et morte le 10 avril 1807 à Weimar, exerça la régence pour son fils mineur de 1758 à 1775. Femme politique avisée, elle est également connue pour ses talents de pianiste et de compositrice.

## Biographie
Anne-Amélie est le cinquième enfant et la deuxième fille de Charles Ier, duc de Brunswick-Wolfenbüttel et de Philippine-Charlotte de Prusse. Cousine de l'impératrice Marie-Thérèse, elle est aussi une nièce du roi Frédéric II de Prusse. Son frère épousera une fille du roi d'Angleterre et sera l'auteur du fameux Manifeste de Brunswick qui, contre toute attente, provoquera le chute de la monarchie française en 1792. 
La princesse étudie le clavecin et la composition auprès de Friedrich Gottlob Fleischer (1722-1806), compositeur et musicien de la cour, ainsi qu’avec le Kapellmeister Ernst Wilhelm Wolf. Apparentée aux plus puissant souverains d'Europe, elle est un parti intéressant pour les cours protestantes allemandes et épouse à 17 ans, en 1756, Ernest-Auguste II Constantin, duc de Saxe-Weimar et de Saxe-Eisenach, 19 ans, fils du duc Ernest-Auguste Ier, qui avait en son temps employé Jean-Sébastien Bach. Dès l'année suivante, elle lui donne un fils, Charles-Auguste ; elle est bientôt de nouveau enceinte mais son mari meurt avant la naissance de leur second enfant, Constantin, laissant le trône à leur fil aîné âgé de 9 mois.
Enceinte et bien qu'encore légalement mineure, elle se voit confier non seulement la tutelle de ses enfants, mais également la régence des duchés.
Elle confie l'éducation de ses fils à de grands penseurs tels que Wieland, Goethe ou Knebel[Lequel ?] qui élèvent les deux garçons dans une atmosphère libérale et humaniste.
À Weimar, elle fait encore venir les musiciens et les écrivains les plus en vue de son temps : Herder, Lichtenberg et le plus grand des écrivains Allemands, Goethe, dont elle met en musique le poème Erwin et Elmire. En 1761, elle crée la bibliothèque qui plus tard prendra son nom, et demande à Goethe d'en être le directeur. La première a lieu le 24 mai 1776 à Weimar. Friedländer en a écrit une réduction pour piano-chant en 1921.Pour retenir ces sommités à sa cour, elle leur donne des fonctions officielles : précepteur de ses enfants, intendant, etc.
En 1775, elle remet le pouvoir à son fils Charles-Auguste qui vient d'avoir 18 ans, après lui avoir donné en mariage la princesse Louise de Hesse-Darmstadt dont les sœurs aînées Frédérique-Louise et Wilhelmine-Louise ont respectivement épousé le prince héritier de Prusse (deuxième mariage) et le Tsarévitch, fils et successeur de Catherine II sous le nom de Paul 1er
En 1788, elle séjourne en Italie. Elle y rencontre Angelica Kauffmann qui fait son portrait en 1789 (Weimar, Klassik Stiftung), ainsi que Paisiello dont l'œuvre vocale a sur elle une certaine influence. Elle compose, aussi, une symphonie, de la musique de chambre, vocale, sacrée, un opéra et une opérette.
En 1792, la France révolutionnaire déclare à l'Europe monarchique une guerre qui durera plus de vingt ans. Son fils cadet, officier dans l'armée saxonne, meurt de dysenterie en 1793. Le duc Charles Auguste et officier dans l'armée Prussienne. Soutenu par sa mère, il marie son fils à une grande-duchesse de Russie et trouve dans le tsar un protecteur puissant.  En juillet 1806, La France instaure une "Confédération du Rhin" dont l'empereur Napoléon est le "Protecteur" et à laquelle les princes Allemands qui ont conservé leur souveraineté doivent adhèrer. En août, le Saint-Empire Romain Germanique est dissous par l'empereur François II. En octobre, l'armée Prussienne est anéantie à la Bataille d'Iéna, ville du duché de Saxe-Weimar.  Après avoir vaillamment combattu en tant qu'officier Prussien, le duc Charles-Auguste ne peut que se soumettre à la volonté du vainqueur et ses états rejoignent la Confédération du Rhin le 15 décembre 1806.
La duchesse douairière s'éteint le 10 avril 1807, dans une Allemagne occupée par l'armée napoléonienne, mais qui prend conscience d'elle-même. Son fils a pu conserver ses États et elle a marié son petit-fils Charles-Frédéric à Marie Pavlovna de Russie (fille de Paul Ier et de sa seconde épouse Sophie-Dorothée de Wurtemberg). Son arrière-petite-fille Augusta, par son mariage avec Guillaume Ier de Prusse, sera la première impératrice de l'Allemagne unifiée.

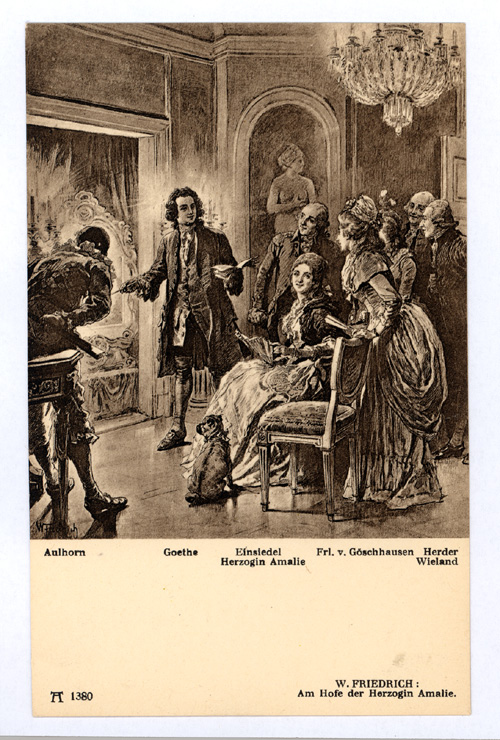
Woldemar Friedrich: À la cour de la duchesse Amélie

## Le Jardin des Muses
C'est à partir de 1775, année de la majorité de son fils Charles-Auguste, que la duchesse Anne-Amélie de Brunswick réunit un salon littéraire, le Musenhof ; « on y discutait des livres qu'on venait de lire, des pièces de théâtre jouées, des événements musicaux de la saison, ou encore on collaborait à des journaux ou des revues de Weimar, Tiefurt ou Iéna. » L'assemblée se réunissait au palais Wittum, qu'Anne-Amélie avait fait aménager en 1774, à la résidence d'été d'Ettersburg ou au château de Tiefurt. Le salon rassemblait aussi bien des aristocrates que des bourgeois, des courtisans, des hauts fonctionnaires, des écrivains, des artistes ou des savants. Parmi cet aréopage de beaux esprits empressés, la duchesse distinguait le poète et philosophe Christoph Martin Wieland, dont elle avait fait depuis 1772 le précepteur de ses deux fils. Au nombre des hôtes célèbres de cette coterie, on doit porté Goethe, le philosophe et théologien Johann Gottfried von Herder, directeur général de Weimar, les femmes de cour Luise von Göchhausen et la baronne Henriette von Fritsch (née baronne Wolfskeel von Reichenberg), les magistrats Friedrich Hildebrand von Einsiedel et Karl Siegmund von Seckendorff, l'écrivain et premier page de la cour Johann Karl August Musäus, le maître de danse princier Johann Adam Aulhorn, etc.
L’expression « Jardin des Muses de Weimar » (Weimarer Musenhof) a été popularisée par l’ouvrage homonyme de Wilhelm Bode. À cause de ses connotations idéalistes et élogieuses, les historiens de la littérature s'en défient aujourd'hui.

## Discographie
- Erwin und Elmire par le Thüringischer Kummerorchester Weimar sous la direction de Martin Hoff (Deutsche Shallplatten 1099-2),
- Divertimento pour clarinette, violon, violoncelle et Piano (Gema).

## Source
- Dictionnaire biographique des musiciens de Theodore Baker-Nicolas Slonimsky (Ed. Robert Laffont).